# فرانک باک
فرانک باک (انگلیسی: Frank Buck؛ ۱۷ مارس ۱۸۸۴ – ۲۵ مارس ۱۹۵۰) شکارچی، کلکسیونر حیوانات، پدیدآور، بازیگر، کارگردان فیلم و تهیه‌کننده فیلم اهل ایالات متحده آمریکا بود.
وی از اوایل دههٔ ۱۹۱۰ میلادی، به آسیا سفر کرد تا حیوانات نایاب و غیربومیِ آمریکا را در آنجا شکار کرده یا به‌طور زنده به کشورش بیاورد و طی این مدت، بیش از ۱۰۰٬۰۰۰ گونهٔ جانوری را به ایالات متحده آمریکا آورد. او مدت کوتاهی نیز رئیس باغ وحش سن دیگو بود.
از فیلم‌ها یا مجموعه‌های تلویزیونی که وی در آن‌ها نقش داشته است می‌توان به «دندان‌های ببر» (۱۹۴۳) و «نعره‌های آفریقا» (۱۹۴۹) اشاره نمود.